# Cerkiew Świętego Marka w Belgradzie
Cerkiew Świętego Marka (serb. Црква Светог Марка) – prawosławna cerkiew w Belgradzie, która została wzniesiona w latach 1931–1940 według projektu Petara i Branko Krstićów. W południowej części świątyni znajduje się sarkofag kryjący szczątki cara Serbii Stefana Duszana, w południowej krypcie pochowano natomiast patriarchę Germana. W cerkwi znajduje się też jedna z najwartościowszych kolekcji dziewiętnasto- i dwudziestowiecznych ikon serbskich.

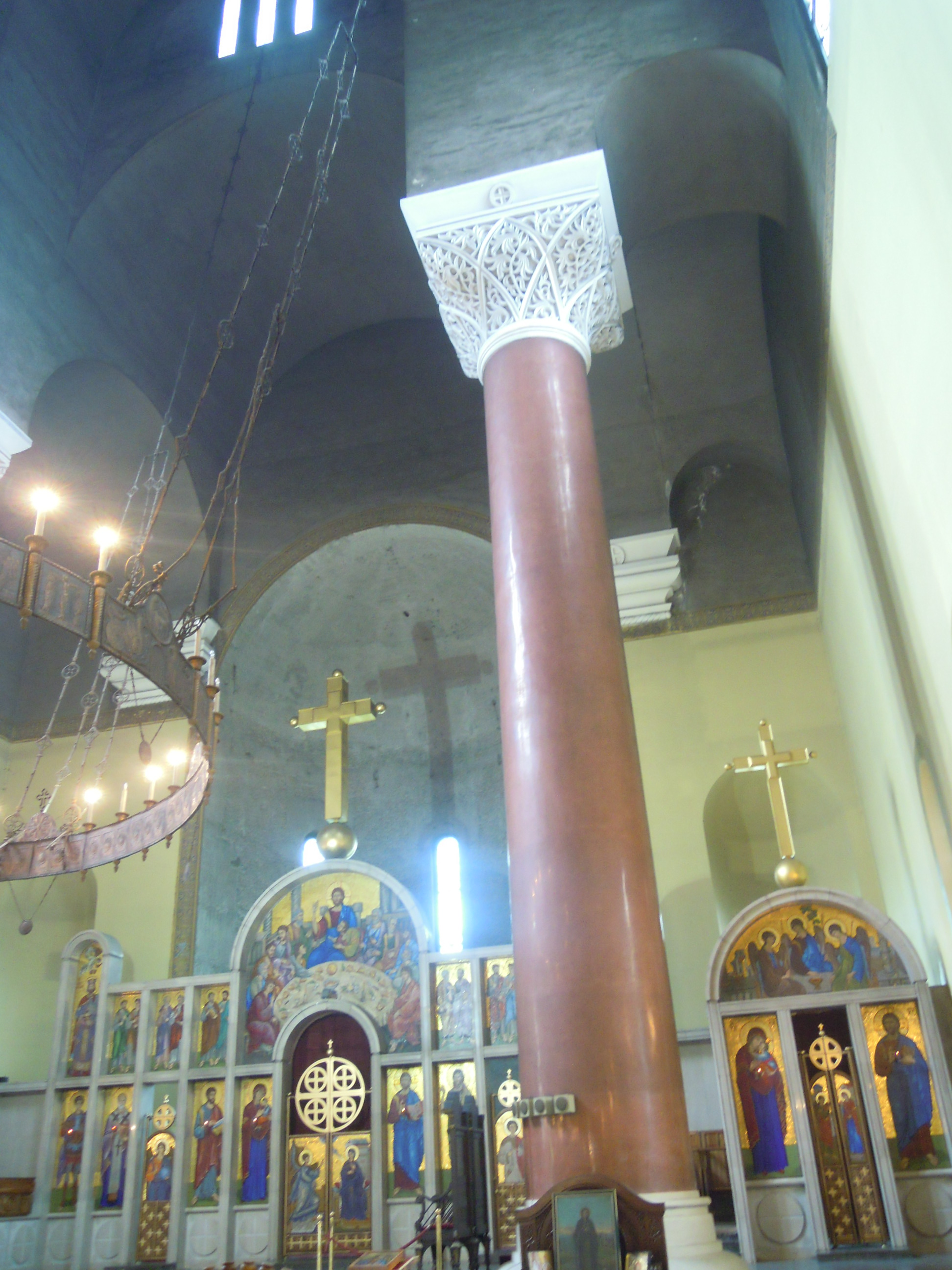
Ikonostas